# Juan Gabriel Vásquez
Juan Gabriel Vásquez (Bogotà, 1973) è uno scrittore colombiano.

## Biografia
Juan Gabriel Vásquez è nato nel 1973 a Bogotà dove vive e lavora.
Dopo una laurea in diritto all'Università del Rosario a Bogotà, ha continuato i suoi studi all'Università Paris 1 Panthéon-Sorbonne per poi trasferirsi un anno in Belgio e a Barcellona fino al 2012. 
Considerato tra le voci più originali della letteratura latinoamericana moderna, è autore di otto romanzi, due raccolte di racconti e quattro saggi tra i quali una biografia di Joseph Conrad.
Con Il rumore delle cose che cadono ha vinto nel 2011 il Premio Alfaguara, nel 2013 il Premio Gregor von Rezzori e nel 2014 l'International IMPAC Dublin Literary Award.

## Opere

### Romanzi
- Persona (1997)
- Alina suplicante (1999)
- Gli informatori (Los informantes, 2004), Milano, Ponte alle Grazie, 2009 ISBN 978-88-7928-950-4.
- Storia segreta del Costaguana (Historia secreta de Costaguana, 2007), Milano, Ponte alle Grazie, 2008 ISBN 978-88-7928-951-1.
- Il rumore delle cose che cadono (El ruido de las cosas al caer, 2011), Milano, Ponte alle Grazie, 2012 ISBN 978-88-6220-586-3.
- Le reputazioni (Reputaciones, 2013), Milano, Feltrinelli, 2014 ISBN 978-88-07-03097-0.
- La forma delle rovine (La forma de las ruinas, 2015), Milano, Feltrinelli, 2016 ISBN 978-88-07-03205-9.
- Voltarsi indietro (Volver la vista atrás, 2020), Milano, Feltrinelli, 2022 ISBN 978-88-07-03499-2.
- Retrospective (Retrospective, 2022), Milano, Feltrinelli, 2022 ISBN 978-05-93-53961-3.

### Racconti
- Los amantes de Todos los Santos (2001)
- Canciones para el incendio (2018)

### Saggi
- Joseph Conrad: el hombre de ninguna parte (2004)
- El arte de la distorsión (2009)
- La venganza como prototipo legal alrededor de la Ilíada (2011)
- Viajes con un mapa en blanco (2017)